# Walter von Gottberg
Walter Philipp Werner von Gottberg (* 6. Dezember 1823 in Königsberg; † 9. Mai 1885 ebenda) war ein preußischer General der Infanterie.

## Leben

### Herkunft
Walter war der älteste Sohn von August Werner Heinrich Karl von Gottberg (1784–1846) und dessen Ehefrau Johanna, geborene Zornow (1800–1881). Sein Vater war Oberstleutnant a. D., zuletzt im 3. Kürassier-Regiment sowie Gutsherr auf Perschelen im Landkreis Preußisch Eylau und Woopen bei Friedland. Sein Bruder Richard (1833–1910) schlug ebenfalls eine Militärkarriere in der Preußischen Armee ein und brachte es bis zum Generalleutnant der Kavallerie.

### Militärkarriere
Nach dem Besuch der Kadettenanstalten in Kulm und Berlin wurde Gottberg am 9. August 1840 als Sekondeleutnant dem 1. Infanterie-Regiment der Preußischen Armee überwiesen. Er versah hier seinen Dienst beim in Pillau stationierten Füsilier-Bataillon. Nach Kommandierungen zur weiteren Ausbildung an die Allgemeine Kriegsschule sowie in verschiedene Adjutanturstellungen, wurde Gottberg am 9. Dezember 1852 zum Premierleutnant befördert. Als solcher wurde er im Mai 1853 zur trigonometrischen Abteilung des Großen Generalstabes kommandiert. Ende Oktober 1855 folgte seine Kommandierung zum Großen Generalstab sowie Mitte Februar 1856 die Beförderung zum Hauptmann. Vom 22. April 1856 bis 14. Dezember 1860 war Gottberg im Generalstab des I. Armee-Korps tätig. Nach zwischenzeitlicher Beförderung zum Major wurde er anschließend zum Großen Generalstab versetzt und zur Armeeabteilung des Kriegsministeriums kommandiert. Nachdem Gottberg Ende März 1862 von diesem Kommando entbunden worden war, erhielt er im Juli die Aufgabe, die japanische Gesandtschaft in Düsseldorf zu empfangen und nach Berlin zu geleiten. Von März 1863 bis Mitte November 1864 zum Stab des Generals der Infanterie Franz Karl von Werder kommandiert, wurde Gottberg als Oberstleutnant am 18. April 1865 zum Kommandeur des II. Bataillons des Grenadier-Regiments Nr. 6 ernannt. Innerhalb des Regiments übernahm er dann am 3. April 1866 das Kommando über das Füsilier-Bataillon, das er im gleichen Jahr während des Krieges gegen Österreich in den Kämpfen bei Nachod, Skalitz, Schweinschädel und Königgrätz führte.
Mitte September 1866 wurde Gottberg dem Großen Generalstab aggregiert und zum Chef des Generalstabes beim Generalkommando in den Elbherzogtümern ernannt. Im selben Monat erhielt er für seine Leistungen im vorausgegangenen Krieg den Roten Adlerorden III. Klasse mit Schwertern. Am 30. Oktober 1866 folgte seine Ernennung zum Chef des Generalstabes des IX. Armee-Korps. Mit Patent von diesem Tag wurde Gottberg am 31. Dezember 1866 zudem zum Oberst befördert.
Anlässlich des Krieges gegen Frankreich wurde Gottberg bei der Mobilmachung am 18. Juli 1870 zum Oberquartiermeister der 3. Armee ernannt, was ihn in persönliche Nähe zum Kronprinzen brachte. Während des Krieges nahm er an den Schlachten bei Weißenburg, Wörth und Sedan, der Belagerung von Paris sowie den Gefechten bei Stonne, Clessin und Malmaison teil. Seine Leistungen wurden durch die Verleihung beider Klassen des Eisernen Kreuzes, des Großkomturkreuz des Bayerischen Militärverdienstordens sowie des Komturkreuz des Württembergischen Militärverdienstordens gewürdigt.
Nach dem Vorfrieden von Versailles kommandierte man Gottberg am 29. April 1871 zur Dienstleistung beim Kronprinzen. Außerdem erhielt er am 3. Juni 1871 den Rang und die Gebührnisse eines Brigadekommandeurs sowie wenig später das Komturkreuz des Königlichen Hausordens von Hohenzollern mit Schwertern. Unter Belassung in seinem Kommando beim Kronprinzen wurde Gottberg am 27. Juni 1871 zu den Offizieren von der Armee überführt, am 18. August zum Generalmajor befördert und schließlich am 23. November 1871 zum Chef des Stabes der IV. Armee-Inspektion ernannt. Außerdem betraute man ihn als Militärgouverneur mit der Erziehung der beiden Prinzen Wilhelm und Heinrich. Auf Veranlassung des Kronprinzen verlieh Wilhelm I. Gottberg am 19. Januar 1873 den Orden Pour le Mérite für seine Leistungen als Oberquartiermeister. Nachdem er am 21. November 1876 zum Generalleutnant befördert worden war, wurde Gottberg im Frühjahr des Folgejahres von seiner Stellung als Militärgouverneur der Prinzen entbunden. Im Sommer trat er einen zweimonatigen Urlaub zur Wiederherstellung seiner Gesundheit an. Am 22. Dezember 1877 zu den Offizieren à la suite der Armee gestellt, wurde Gottberg als Kommandeur der 26. Division nach Württemberg kommandiert. In Würdigung seiner langjährigen Verdienste erhielt er am 27. Februar 1881 den Roten Adlerorden I. Klasse mit Eichenlaub und Schwertern am Ringe. Unter Enthebung von seinem Kommando in Württemberg ernannte ihn Wilhelm I. am 15. März 1881 zum Gouverneur von Straßburg und am 5. Juni 1883 schließlich zum Kommandierenden General des I. Armee-Korps. Zuletzt wurde er am 20. September 1884 zum General der Infanterie befördert. Gottberg erkrankte am 1. Mai 1885 an einer Kopfrose und verstarb wenig später.

### Familie
Er hatte sich am 25. Oktober 1856 in Berlin mit Alice Codrington (1835–1900) verheiratet. Aus der Ehe gingen drei Töchter hervor:
- Melanie Alice Feodora (* 1863) ⚭ 1885 Johann Wendelin von Douglas († 1894)[2] preußischer Major und Bataillons-Kommandeur im Infanterie-Regiment Nr. 93
- Ella Susanne Clara (1859–1890) ⚭ Carl Julius Kirchenpauer von Kirchdorff
- Margarete († 1878)